# Corsa nei sacchi
(Great Big Book of Children's Games)

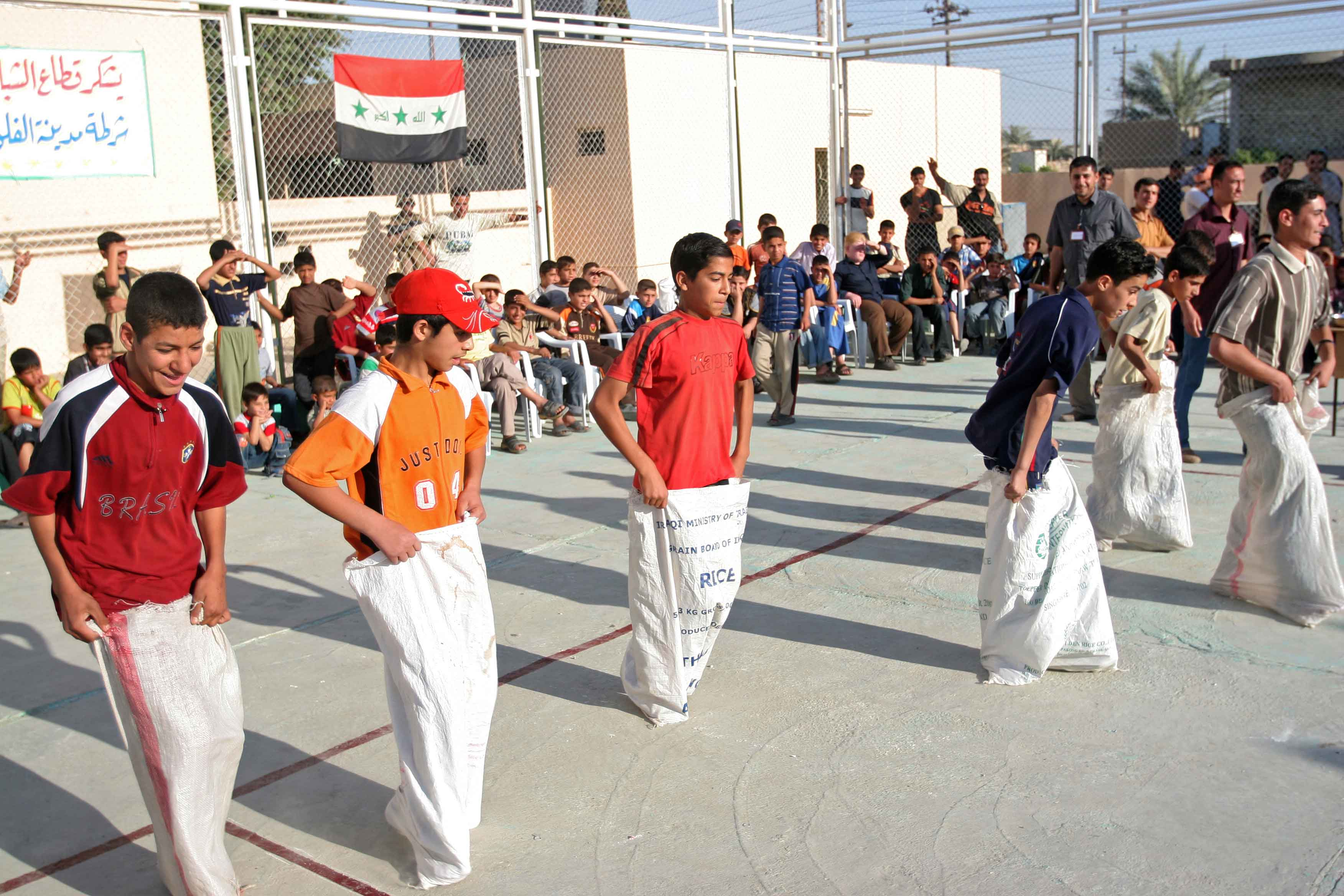
Un gruppo di ragazzi sta giocando alla corsa nei sacchi a Falluja, in Iraq.

La corsa nei sacchi è un particolare tipo di corsa dove i partecipanti devono avanzare con le gambe infilate, e spesso legate, all'interno di un sacco, procedendo quindi con dei saltelli. Vince chi attraversa per primo il traguardo.
Spesso queste corse vengono organizzate per i bambini, ma questo sport è praticabile anche dagli adulti. Pur non essendo uno sport olimpico, ai Giochi Olimpici Estivi del 1904 si tenne una gara di corsa nei sacchi.
Non esiste alcuna organizzazione che raccolga i partecipanti a tale disciplina.

## Record
La più veloce corsa nei sacchi da 100 metri è di 26,22 secondi ed è stata raggiunta da Stephen Wildish (Regno Unito) a Swindon, Regno Unito, il 27 ottobre 2017. Stephen detiene anche il record mondiale per la corsa nei sacchi da 200 metri, ha completato la distanza in un tempo di 64,19 secondi il 17 agosto 2018.

## Galleria d'immagini

Bambini si divertono giocando alla corsa nei sacchi.
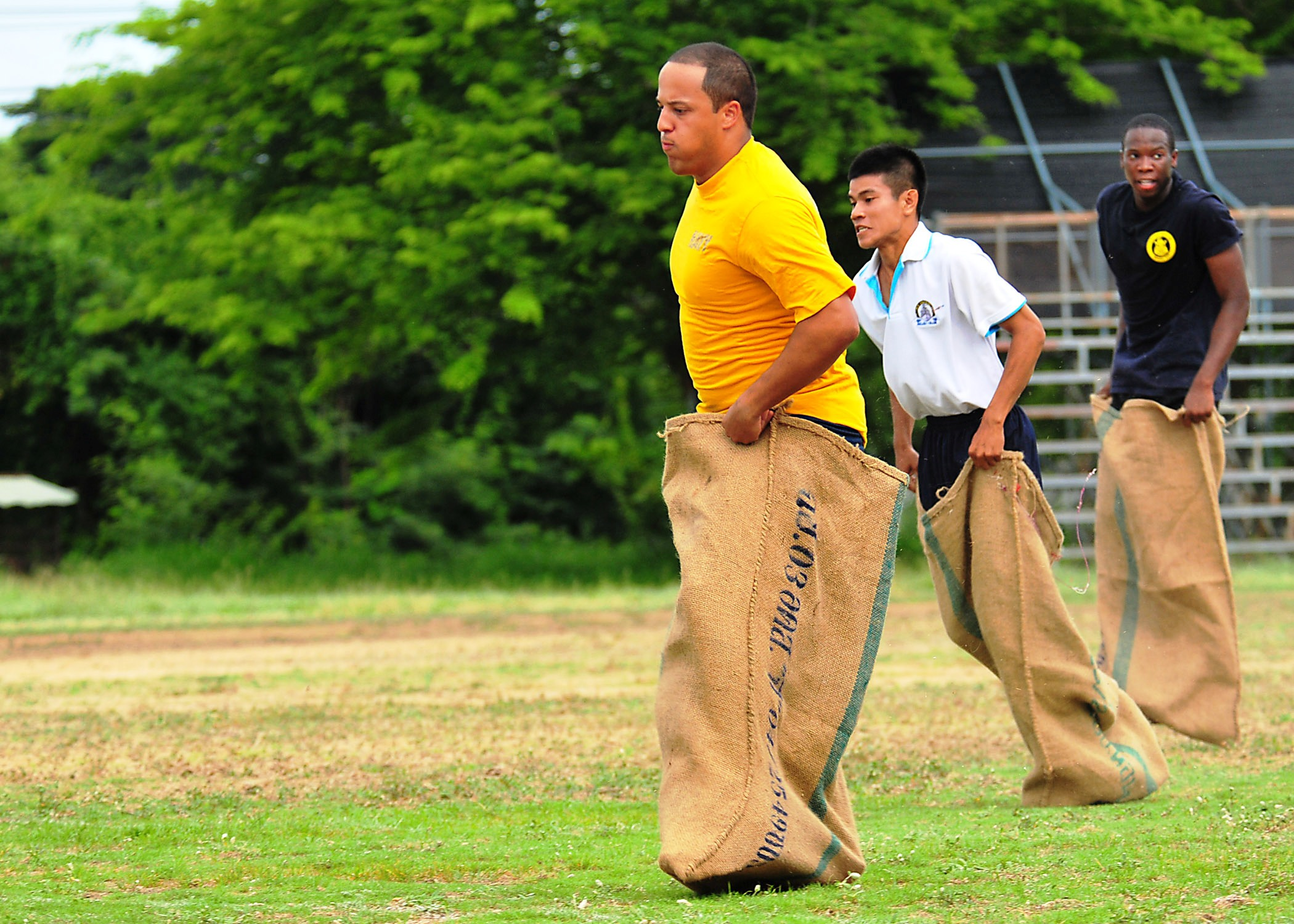
Anche gli adulti giocano alla corsa nei sacchi.
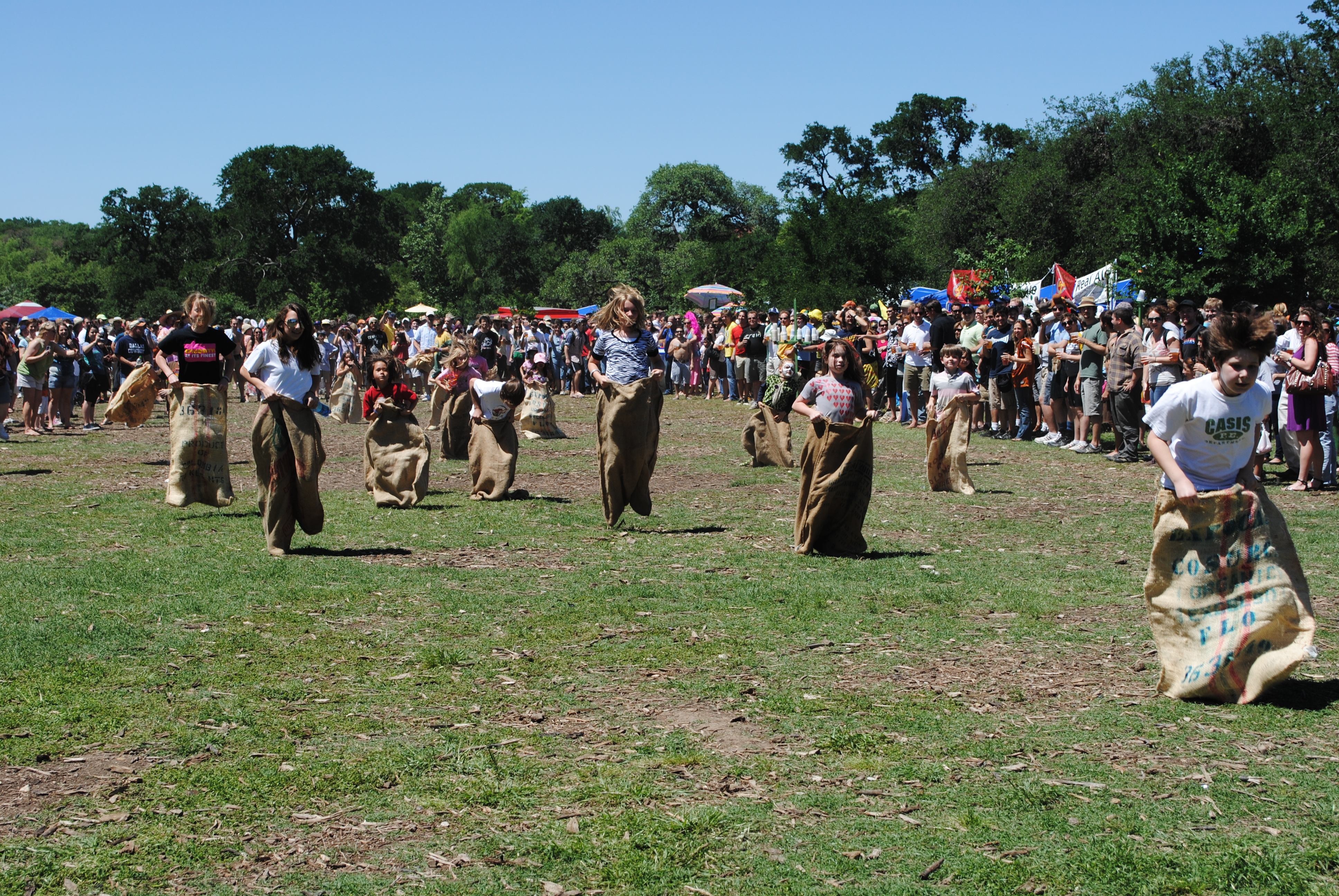
Altro esempio di corsa nei sacchi.
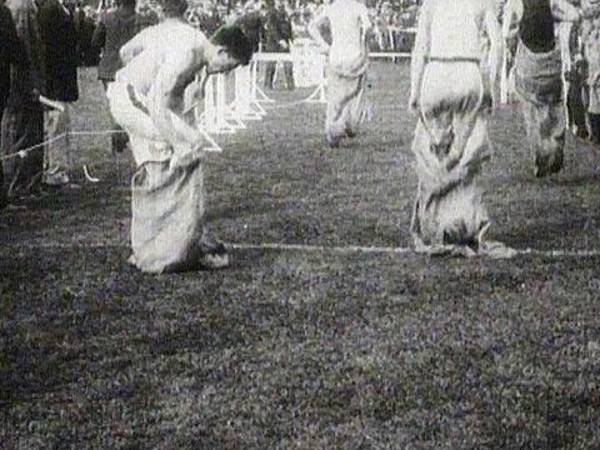
Gara di corsa nei sacchi a St. Louis, nel 1904.
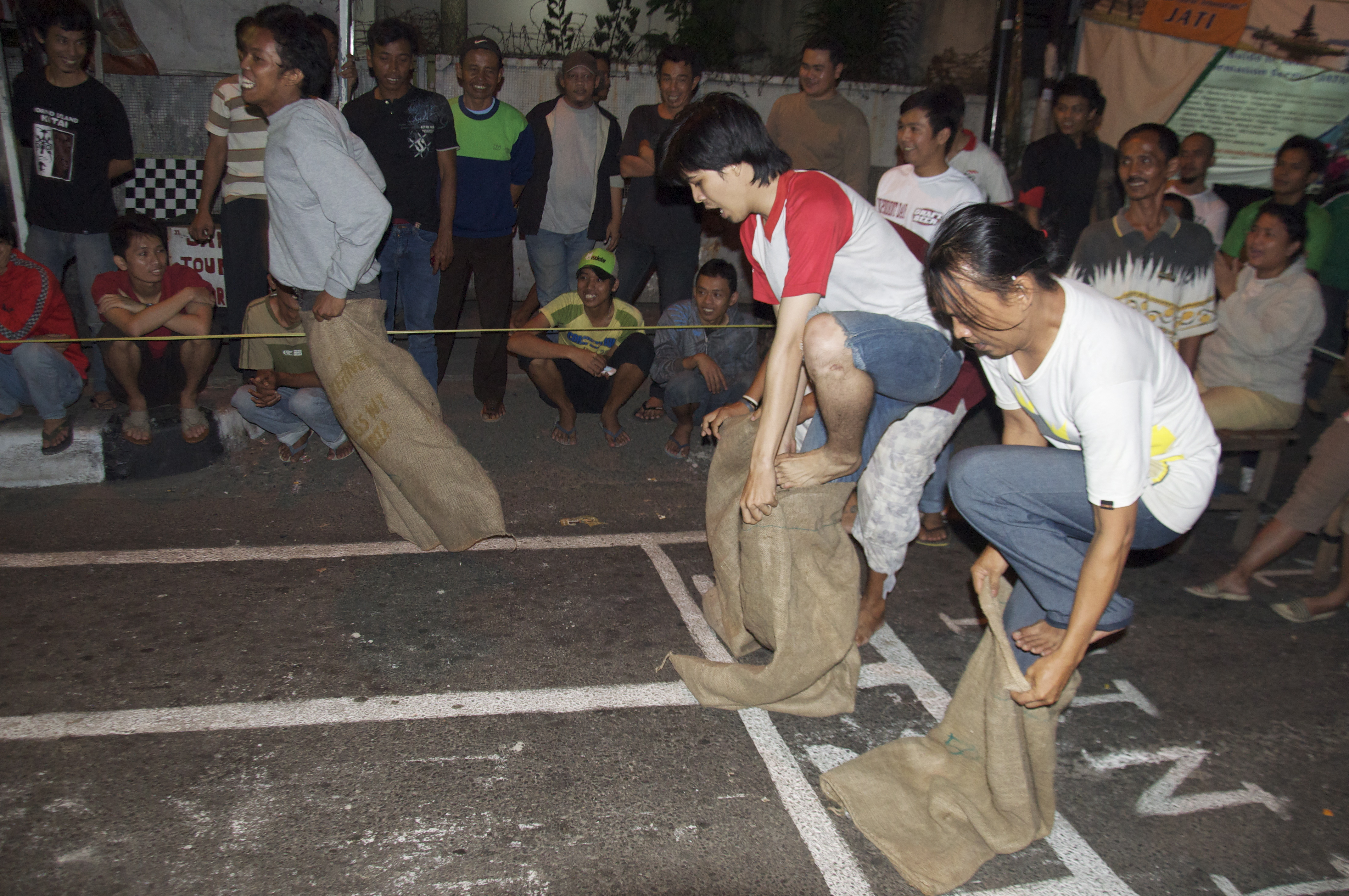
Ci si sta preparando per iniziare la gara.